# Periconiella phormii
Periconiella phormii är en svampart som beskrevs av M.B. Ellis 1967. Periconiella phormii ingår i släktet Periconiella och familjen Mycosphaerellaceae.   Inga underarter finns listade i Catalogue of Life.